# 中華民國全國羽球高中盃
中華民國全國羽球高中盃，是由中華民國羽球協會主辦，為中華民國羽球類別最高的高中等級賽事，從2014年（民國103年）開始陸續舉辦，目前分為團體組以及個人組，團體組細分為男子組及女子組，個人組則分為男子單打、男子雙打、女子單打、女子雙打。

## 歷屆賽事成績

### 團體組
| 年度  | 組別       | 第一名    | 第二名    | 第三名                  |
| ----- | ---------- | --------- | --------- | ----------------------- |
| 103年 | 高中男子組 | 亞柏雄中A | 能仁家商A | 亞柏雄中B 西苑高中A     |
| 103年 | 高中女子組 | 亞柏雄中A | 松山高中A | 新豐高中A 北市大同A     |
| 104年 | 高中男子組 | 能仁家商  | 西苑高中A | 亞柏雄中A 亞柏雄中B     |
| 104年 | 高中女子組 | 亞柏雄中A | 松山高中  | 新豐高中A 后綜高中      |
| 105年 | 高中男子組 | 亞柏雄中A | 西苑高中A | 北市大同 百齡高中       |
| 105年 | 高中女子組 | 亞柏雄中A | 北市大同A | 北市大同B 金甌女中      |
| 106年 | 高中男子組 | 亞柏雄中A | 百齡高中A | 亞柏雄中B 西苑高中A     |
| 106年 | 高中女子組 | 亞柏雄中A | 金甌女中  | 松山高中A 亞柏雄中B     |
| 107年 | 高中男子組 | 中租百齡A | 亞柏雄中A | 亞柏雄中B 西苑高中A     |
| 107年 | 高中女子組 | 亞柏雄中A | 金甌女中  | 合庫松山A 亞柏雄中B     |
| 108年 | 高中男子組 | 中租百齡A | 亞柏雄中A | 合庫西苑A 亞柏雄中B     |
| 108年 | 高中女子組 | 亞柏雄中A | 北市大同A | 北市大同B 合庫松山A     |
| 109年 | 高中男子組 | 合庫西苑A | 中租百齡A | 勇源治平高中A 亞柏雄中A |
| 109年 | 高中女子組 | 亞柏雄中A | 中租大同A | 合庫松山A 中租大同B     |
| 110年 | 高中男子組 | 土銀能仁A | 合庫西苑A | 勇源治平高中A 中租百齡A |
| 110年 | 高中女子組 | 亞柏雄中A | 中租大同B | 亞柏雄中B 中租大同A     |

### 個人組
| 年度  | 組別     | 第一名                         | 第二名                                | 第三名                                                           |
| ----- | -------- | ------------------------------ | ------------------------------------- | ---------------------------------------------------------------- |
| 103年 | 男子單打 | 陳俊成（亞柏高雄中學）         | 呂家弘（亞柏高雄中學）                | 陳俊維（治平高中） 劉韋奇（亞柏高雄中學）                        |
| 103年 | 男子雙打 | 柏禮維、楊明哲（能仁家商）     | 廖俊堯、徐毓傑（亞柏高雄中學）        | 李鴻明、林永晟（后綜高中） 簡宏儒、許振揚（西苑高中）            |
| 103年 | 女子單打 | 宋碩芸（北市大同）             | 周士君（北市大同）                    | 許玟琪（北市大同） 賴怡婷（松山高中）                            |
| 103年 | 女子雙打 | 李芷蓁、謝沛珊（亞柏高雄中學） | 潘姿瑾、蔡欣佑（新豐高中）            | 林筱閔、蔡念岑（松山高中） 劉巧芸、吳俞辰（東泰高中）            |
| 104年 | 男子單打 | 李佳豪（能仁家商）             | 陳紀廷（亞柏雄中）                    | 廖育震（西苑高中） 陳孝承（亞柏雄中）                            |
| 104年 | 男子雙打 | 林聖傑、盧震（北市大同）       | 李芳任、李芳至（斗南高中）            | 楊駿献、盧明哲（新豐高中） 溫勝凱、陳旻鑫（西苑高中）            |
| 104年 | 女子單打 | 陳肅諭（松山高中）             | 周士君（北市大同）                    | 賴怡婷（松山高中） 許玟琪（北市大同）                            |
| 104年 | 女子雙打 | 李芷蓁、謝沛珊（亞柏雄中）     | 王妍又、陳菀婷（北市大同）            | 簡思榕、葉芝妤（后綜高中） 張育瑄、羅珮慈（新豐高中）            |
| 105年 | 男子單打 | 胡荃恩（能仁家商）             | 陳彥準（治平高中）                    | 黃品銜（Teo合庫枋寮高中） 陳紀廷（亞柏雄中）                     |
| 105年 | 男子雙打 | 林聖傑、盧震（北市大同）       | 葉宏蔚、蘇力瑋（北市大同）            | 林煜傑、陳柏丞（西苑極限土銀） 張昊曌、林秉緯（亞柏雄中）        |
| 105年 | 女子單打 | 林湘緹（北市大同）             | 高絃栯（合庫后綜）                    | 陳 俐（金甌女中） 游 婕（松山高中）                              |
| 105年 | 女子雙打 | 張彥葶、曾郁棋（亞柏雄中）     | 汪郁喬、羅錦雯（治平高中）            | 莊紫紝、鍾侃妤（亞柏雄中） 梁家溦、鄭育沛（亞柏雄中）            |
| 106年 | 男子單打 | 林俊易（合庫枋寮高中）         | 黃品銜（合庫枋寮高中）                | 楊洋（百齡高中） 孫晨淯（合庫高市新莊）                          |
| 106年 | 男子雙打 | 余羽、張昊曌（亞柏雄中）       | 張紡琦、陳子睿（能仁家商）            | 劉哲源、林煜傑（西苑極限土銀） 蘇柏瑋、陳龍（松山高中）          |
| 106年 | 女子單打 | 林芝昀（亞柏雄中）             | 謝羽盈（北市大同）                    | 蔡欣蓓（亞柏雄中） 董秋彤（金甌女中）                            |
| 106年 | 女子雙打 | 莊紫紝、鍾侃妤（亞柏雄中）     | 李子晴、鄧淳薰（北市大同）            | 張彥葶、曾郁棋（亞柏雄中） 汪郁喬、羅錦雯（治平高中）            |
| 107年 | 男子單打 | 蘇力揚（中租百齡）             | 游盛博（中租百齡）                    | 林冠廷（中租百齡） 田哲華（合庫高市新莊）                        |
| 107年 | 男子雙打 | 吳冠勳、魏俊緯（中租百齡）     | 張紡琦、陳子睿（土銀能仁）            | 吳軒毅、許庭瑋（中租百齡） 呂植惟、鄭凱文（西苑極限土銀）        |
| 107年 | 女子單打 | 洪恩慈（亞柏雄中）             | 蔡欣蓓（亞柏雄中）                    | 楊育綺（亞柏雄中） 林思雲（亞柏雄中）                            |
| 107年 | 女子雙打 | 李子晴、鄧淳薰（北市大同）     | 廖沛靜、邱子芸（亞柏雄中）            | 李惠如、江怡萱（亞柏雄中） 娥斯勒柏.達古拉外、楊宜薰（新豐高中） |
| 108年 | 男子單打 | 王柏崴（亞柏雄中）             | 郭冠麟（亞柏雄中）                    | 丁彥宸（中租百齡） 廖倬甫（土銀能仁）                            |
| 108年 | 男子雙打 | 邱相榤、廖晁邦（合庫西苑）     | 簡明彥、鐘昱凱（土銀能仁）            | 張晉愷、朱政城（亞柏雄中） 張凱翔、曾秉強（中租百齡）            |
| 108年 | 女子單打 | 黃宥薰（亞柏雄中）             | 蔡欣蓓（亞柏雄中）                    | 謝心瑜（北市大同） 丁雅芸（合庫松山）                            |
| 108年 | 女子雙打 | 宋奕萱、許尹鏸（亞柏雄中）     | 娥斯勒柏.達古拉外、楊宜薰（新豐高中） | 吳孟真、林芷均（北市大同） 賴子彧、賴慶卉（北市大同）            |
| 109年 | 男子單打 | 黃郁豈（合庫松山）             | 廖柏翔（亞柏雄中）                    | 許喆宇（中租百齡） 郭立群（合庫西苑）                            |
| 109年 | 男子雙打 | 邱相榤、廖晁邦（合庫西苑）     | 陳政寬、陳勝發（土銀能仁）            | 陳崇瑋、劉廣珩（中租百齡） 吳興亞、葉植鈞（合庫西苑）            |
| 109年 | 女子單打 | 黃瀞平（中租大同）             | 黃宥薰（亞柏雄中）                    | 范于珊（亞柏雄中） 簡綵琳（中租大同）                              |
| 109年 | 女子雙打 | 宋祐媗、林若珩（中租大同）     | 林珈因、羅苡銣（亞柏雄中）            | 楊筑云、詹又蓁（中租大同） 林芷均、賴慶卉（中租大同）            |
| 110年 | 男子單打 | 郭冠麟（亞柏雄中）             | 丁彥宸（土銀能仁）                    | 黃鈺（合庫松山） 王渝凱（亞柏雄中）                              |
| 110年 | 男子雙打 | 陳子亦、陳政寬（土銀能仁）     | 吳興亞、葉植鈞（合庫西苑）            | 張言、李彥劭（中租百齡） 呂沛洋、詹岳霖（土銀能仁）              |
| 110年 | 女子單打 | 黃宥薰（亞柏雄中）             | 王郁曦（台電澳根尼基中）              | 柯若瑄（亞柏雄中） 王珮伃（合庫泰北高中）                        |
| 110年 | 女子雙打 | 吳孟真、林芷均（中租大同）     | 林彥妤、詹佳穎（亞柏雄中）            | 林于顥、陳羽萱（亞柏雄中） 杜宜宸、陳星羽（中租大同）              |

## 外部連結
- 中華民國羽球協會 （页面存档备份，存于）